# 師雅助
師雅助（16世紀—17世紀），字叔達，號對溶，北直隸保定府安肅縣人，明朝政治人物。

## 生平
師雅助自幼聰穎，萬曆四十三年（1615年）中舉人，天啟五年（1625年）成進士，年方弱冠，選翰林院庶吉士，天啟七年（1627年）授翰林院檢討。他喜歡談論忠孝事，讀書有感悲憤就會抄下，當時同僚都趨附擅權的魏忠賢，他堅持抗直不阿，說：「得失命也。」又迎接父母到官邸供養，不久因病告歸。在家鄉依慕父母，保持恬淡，母親去世時，號泣不知所為，過度哀傷而去世。

## 引用
1. ↑  民國《徐水縣志·卷七·選舉記》：師雅助，字叔達，天啟乙丑科（進士），翰林院檢討，有傳……師雅助，萬歷乙卯科（舉人），見進士
2. ↑  《明熹宗悊皇帝實錄·卷六十》：（天啟五年六月）庚子改授進士楊汝成、王建極、黃景昉、錢受益、王廷垣、張維機、項煜、朱兆栢、師雅助、〔丘〕瑜、馬之驥、江鼎鎮、李覺斯、衞嶔、劉垂寶、李建泰、閃仲儼、禇泰初十八人為庶吉士，同一甲進士余煌等俱送翰林院讀書。
3. ↑  《明熹宗悊皇帝實錄·卷八十六》：（天啟七年七月丙戌）授庶吉士蔣德璟、王廷垣、江鼎鎮為翰林院編修，李若琳、錢受益、張維機、項煜、師雅助、丘瑜、褚泰初為翰林院簡討，李覺斯為禮科給事中，其楊汝成、閃仲儼、馬之驥、劉垂寶俱以門戶削籍為民。
4. ↑  民國《徐水縣志·卷九·人物記》：師雅助，字叔達，號對溶，進士官翰林檢討。公幼聰慧，岐嶷著名，黌序間晉玉署，年甫弱冠；生平喜談忠孝事，每讀書有感，不覺拊膺絕，手錄成帙。時逆璫擅權，人皆趨之，公獨抗直不阿，曰：「得失命也。」官邸迎兩尊人備極孝養，旋以病告歸，里居依慕庭闈，而外澹如也，丁內外艱躃踊號泣不知所為，哀毀而卒。